# Пуенте Хенил
Пуенте Хенил (на испански: Puente Genil) е населено място и община в Испания. Намира се в провинция Кордоба, в състава на автономната област Андалусия. Общината влиза в състава на района (комарка) Кампиния-Сур. Заема площ от 170 km². Населението му е 30 245 души (по преброяване от 2010 г.). Разстоянието до административния център на провинцията е 68 km.

## Демография
| 1996   | 1998   | 1999   | 2000   | 2001   | 2002   | 2003   | 2004   | 2005   | 2006   |
| ------ | ------ | ------ | ------ | ------ | ------ | ------ | ------ | ------ | ------ |
| 27 472 | 27 918 | 27 825 | 27 909 | 27 843 | 27 720 | 28 139 | 28 396 | 28 543 | 28 639 |

## Галерия
- Въздушен изглед на града
- Енорийската църква La Purificación
- Мозайке на Трите грации
- Религиозно шествие